# Braulio Baeza
Pour les articles homonymes, voir Baeza (homonymie).
Braulio Baeza est un jockey panaméen né à Panama City le 26 mars 1940. Membre du Hall of Fame des courses américaines, il est l'un des premiers jockeys latino-américains à réussir une grande carrière aux États-Unis où il y a été associé à plusieurs grands champions. Il est aussi célèbre en Europe pour avoir monté au pied levé Roberto, le seul cheval à avoir battu Brigadier Gérard.

## Biographie
Fils et petit-fils de jockeys, Braulio Baeza commence sa carrière à 15 ans, en 1955, sur l'hippodrome Juan Franco à Panama. Rapidement considéré comme l'un des meilleurs jockeys locaux, il signe en 1960 un contrat de monte avec le propriétaire/entraîneur Fred Hooper, basé en Floride. Il se met en selle pour la première fois à Keeneland et s'impose dès sa première course. Son ascension parmi les meilleurs jockeys américains est fulgurante. Dès l'année suivante, il termine deuxième du Kentucky Derby avec Crozier et remporte les Belmont Stakes avec Sherluck. Deux ans plus tard, il est à deux doigts de s'adjuger la Triple Couronne avec Chateaugay. Baeza décroche son premier titre de champion jockey par les gains en 1965, garde son titre quatre années d'affilée et en récolte un autre en fin de carrière, en 1975. Il est associé à certains des plus grands champions de son époque tels Chateaugay, Buckpasser, Dr. Fager, Damascus ou Arts and Letters, mais aussi l'étoile filante Graustark, dont il dira qu'il est le meilleur cheval qu'il a jamais monté. Il connut sa plus amère victoire associé à Foolish Pleasure dans le tristement célèbre "match race" contre Ruffian en juillet 1975, au cours duquel la phénoménale pouliche trouve la mort. 
Mais son plus fameux exploit, c'est peut-être hors des États-Unis qu'il l'accomplit. En août 1972, abandonné par le plus grand jockey d'Angleterre Lester Piggott qui a snobé son Roberto pour monter son rival Rheingold, le propriétaire John Galbreath (l'homme de Chateaugay) fait appel en catastrophe à Baeza pour chevaucher Roberto dans la première édition de la Benson & Hedges Gold Cup où il doit affronter un invincible géant, Brigadier Gerard, l'un des meilleurs chevaux de l'histoire des courses, qui n'a jamais connu la défaite en quinze sorties. Baeza, qui ignore tout des hippodromes et des courses européens, saute dans un avion et atterrit en Angleterre deux jours avant le grand rendez-vous. Il découvre son partenaire le matin même de la course et n'aura même pas l'occasion de monter une seule fois au cours de la réunion avant de pénétrer dans les stalles de départ. Roberto n'est qu'un outsider, personne n'imagine Brigadier Gerard battu. Mais Baeza ne s'embarrasse pas de tactique, place son poulain aux avant-postes et avance, "dur et méchant" comme on dit, sur un rythme effréné auquel le record du parcours ne résistera pas. Et tout au long de la ligne droite il tient en respect un Brigadier Gerard peut-être un peu diminué (son entourage dira ensuite qu'il était malade le jour de la course), mais bel et bien battu, pour la seule fois de sa carrière. Dans la foulée, Baeza reste en Europe jusqu'à la fin de la saison pour continuer l'aventure avec Roberto et l'accompagner jusqu'au Prix de l'Arc de Triomphe où ce poulain aussi doué qu'inconstant ne sera, comme cela lui arrive parfois, que l'ombre de lui-même. 
Lorsque Braulio Baeza prend sa retraite en 1976, il n'a que 36 ans et il est toujours au sommet. Mais devant lutter en permanence pour faire le poids exact requis pour se produire en course, il décide subitement, le matin même d'une réunion où il devait monter et après avoir constaté que malgré son jogging vêtu d'un sac plastique il lui restait encore huit livres à perdre, de mettre fin à sa carrière. Il a remporté 4 013 victoires dont 3 140 aux États-Unis, reçu deux Eclipse Awards du meilleur jockey (1972, 1975) et le George Woolf Memorial Jockey Award récompensant un jockey pour ses talents et son attitude sur et en dehors des pistes, en 1968. Aussitôt sa retraite annoncée, il est élu au Hall of Fame des courses américaines.